# Боб Кейн
Боб Кейн (при народженні Robert Kahn) — американський художник коміксів, письменник, найбільш відомий як творець коміксу про супергероя Бетмена.

## Біографія

### Молоді роки
Роберт Кан закінчив школу De Witt Clinton High School. У 18 років офіційно змінив своє ім'я на Боб Кейн . Ще в старшій школі він дружив з майбутнім творцем коміксу «Спірит» Віллом Айзнером . Боб вчився в Cooper Union, потім потрапив в студію Макса Фляйшера як стажер-аніматор у 1934 році.

### Зрілі роки і старість
В 1989 році Кейн опублікував автобіографію «Бетмен і я» (англ. Batman and Me) і другий том «Бетмен і я, Сага триває» (англ. Batman and Me, The Saga Continues) в 1996 році.
Кейн помер 3 листопада 1998 року, залишивши вдову Елізабет Сендерс Кейн (одна з актрис, що знімалися у фільмах про Бетмена), дочку і онука. Кейн похований на кладовищі Голлівуд-Гіллз, на Голлівудських пагорбах, в Лос-Анджелесі, Каліфорнія .